# جون س. فلانغن
جون س. فلانغن (بالإنجليزية: John C. Flanagan)‏ هو عالم نفس أمريكي، ولد في 7 يناير 1906 في أرمور في الولايات المتحدة، وتوفي في 15 أبريل 1996 في مينلو بارك في الولايات المتحدة.